# Артеміда-4
Артеміда-4 (англ. Artemis 4, офіційно Artemis IV) — четверта запланована місія програми НАСА «Артеміда». В рамках місії буде відправлено чотирьох астронавтів на ракеті Системи космічних запусків і космічному кораблі Оріон до космічної станції Lunar Gateway.

## Огляд
Основною метою місії стане збірка космічної станції Lunar Gateway. Місія доставить до Lunar Gateway жиловий модуль International Habitation Module, розроблений Європейським космічним агентством і японським космічним агентством JAXA. Модуль буде пристикований до перших елементів станції — Power and Propulsion Element та Habitation and Logistics Outpost.
Потім астронавти сядуть на корабель Starship HLS, пристикований до станції, і спустяться на поверхню Місяця для виконання багатоденної місії.
Артеміда-4 також стане першим польотом версії Block 1B Системи космічних запуску, яка замінить Interim Cryogenic Propulsion Stage, який використоватиметься в перших трьох місіях Артеміди, на більш потужний верхній ступінь Exploration Upper Stage.

## Екіпаж
Європейське космічне агентство заявило, що їхня мета полягає в тому, щоб Артеміда-4 була першою місією астронавта Європейського космічного агентства до Lunar Gateway.

## Космічний апарат

### Система космічних запусків
Система космічних запусків — це надважка ракета-носій, яка використовується для запуску космічного корабля Оріон із Землі на трансмісячну орбіту. Це буде перша місія Артеміда, у якій використовуватиметься ракета SLS Block 1B із вдосконаленим верхнім ступенем Exploration Upper Stage для чотирьох майбутніх місій до Артеміда-9, яка використовуватиме SLS Block 2 із вдосконаленими прискорювачами.

### Оріон
Оріон — космічний корабель для екіпажу, який використовуватиметься усіма місіями Артеміда. Він доставить екіпаж із Землі на орбіту космічної станції Lunar Gateway, пристикується до Lunar Gateway, доставить модуль I-Hab до Lunar Gateway і поверне астонавтів назад на Землю.

### Gateway
Gateway — це невелика модульна космічна станція, яка буде розміщена на близькопрямолінійній гало-орбіті наприкінці 2027 року. Перші два елементи Gateway будуть запущені разом на борту ракети-носія Falcon Heavy компанії SpaceX і протягом року вийдуть на близькопрямолінійну гало-орбіту навколо Місяць до початку місії Артеміда-4.

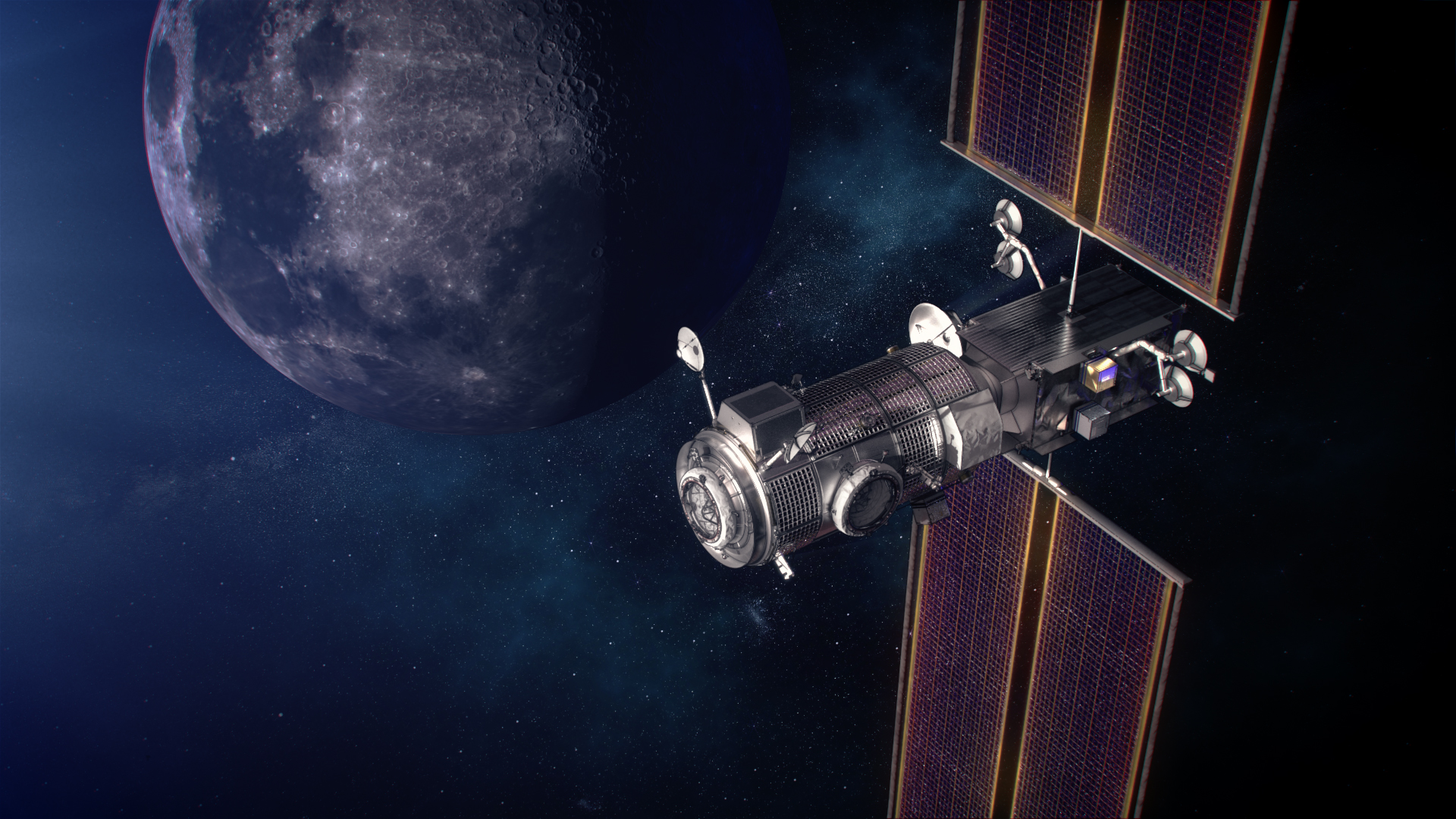
Фаза 1 Lunar Gateway — обертання навколо Місяця